# گاوماهیان کپوری
گاوماهیان کپوری (نام علمی: Rhyacichthyidae) نام یک تیره از زیرراسته گاوماهی‌واران است.